# Gråkallen
L'Storheia és una muntanya de Bymarka, situada al municipi de Trondheim, al comtat de Trøndelag, Noruega. Fa 552 metres
El cim està cobert per una instal·lació militar tancada abandonat. A sota del cim hi ha una estació d'esquí on arriben els autobusos des de Trondheim. A l'estiu la zona és adient per practicar senderisme i ciclisme de muntanya molt a prop de la ciutat.

## Nom
El primer element és grå que significa "gris" i l'últim element és la forma finita de Kall que significa "home vell". (És comú a Noruega comparar les muntanyes amb homes vells.)